# (43844) Rowling
(43844) Rowling (1993 OX2) – planetoida z pasa głównego asteroid okrążająca Słońce w ciągu 4 lat i 220 dni w średniej odległości 2,77 j.a. Została odkryta 25 lipca 1993 roku Manastash Ridge Observatory przez Marka Hammergrena. Nazwa planetoidy pochodzi od Joanne Rowling, brytyjskiej pisarki, autorki serii książek o Harry Potterze.